# سباستیان پاپایانی
سباستیان پاپایانی (رومانیایی: Sebastian Papaiani؛ زادهٔ ۲۵ اوت ۱۹۳۶) بازیگر سینما و تلویزیون اهل کشور رومانی است. وی از سال ۱۹۶۳ میلادی تاکنون مشغول فعالیت بوده‌است.
از فیلم‌هایی که وی در آنها نقش داشته‌است، می‌توان به با دست‌های پاک، آخرین فشنگ، استفن کبیر - واسلویی ۱۴۷۵، حق‌السکوت، راز باخوس، پاکالا، امشب در خانه خواهیم رقصید و عمو مارین میلیاردر اشاره کرد.